# High Maintenance (EP)
High Maintenance é o extended play (EP) de estreia da rapper americana Saweetie. Foi lançado digitalmente em 16 de março de 2018, pela Warner Records e Artistry Worldwide. É composto por nove faixas, com "Icy Grl" lançado como lead single em 2 de outubro de 2017. O EP estreou no número 32 na parada de vendas de álbuns de R&B/Hip-Hop da Billboard.

## Fundo
Depois de se formar, Saweetie decidiu seguir a carreira de rap. Ela começou a postar raps curtos em sua conta do Instagram em 2016. Um vídeo mostrava seu rap sobre a batida do clássico de Khia "My Neck, My Back (Lick It)", que eventualmente se tornaria "Icy Grl". Ela primeiro lançou a música em seu SoundCloud no verão de 2017 e depois lançou um videoclipe para ela em outubro do mesmo ano. O visual se tornaria viral online. Para dar continuidade a isso, Saweetie lançou no mesmo mês um rap freestyle chamado "High Maintenance" acompanhado por um curto clipe dela cantando um verso da música, tudo isso enquanto estava em sua cozinha. Seria viral no Instagram e no Twitter também. Em fevereiro de 2018, ela assinou com a Warner Records e com a gravadora Artistry Worldwide de seu empresário, posteriormente lançando o EP High Maintenance em março de 2018.

## Composição e conceito
"Eu faço muitas capas, mas esta é a primeira vez que estou realmente fazendo conteúdo original. Deixo o estúdio e chego em casa com muita vontade de me ouvir de verdade."

- Saweetie para XXL em outubro de 2017.
As canções "BAN" e "23" falam sobre relacionamentos, e especula-se que sejam sobre seus ex-namorados Justin Combs, que é o filho mais velho de P. Diddy, e Keith Powers, com quem ela namorou por até quatro anos.
Com "alta manutenção", Saweetie não significa apenas coisas de designer. "Os relacionamentos que tenho com as pessoas exigem muita manutenção, o que significa que eu os nutro", diz ela. "Essencialmente, eu me preocupo com eles. Eu também oro muito, malho e me alimento bem, então todos os aspectos da minha vida precisam de muita manutenção... Por ser uma introdução ao jogo, acho que é uma forma apropriada de me marcar."

## Lista de faixas
| N.º            | Título             | Compositor(es)                                          | Produtor(es)       | Duração |  |
| 1.             | "Intro"            | Diamonté Harper Gino Borri                              | Saweetie           | 0:30    |  |
| 2.             | "B.A.N."           | Harper Borri David Khaffaf                              | Khaffaf            | 3:00    |  |
| 3.             | "Agua"             | Harper Borri Xavier Dotson                              | Zaytoven           | 3:10    |  |
| 4.             | "Good Good"        | Harper Borri Alex Petit Adam Small                      | CashMoneyAP Lumey  | 3:21    |  |
| 5.             | "Icy Grl"          | Harper Khia Chambers Michael Williams Edward Meriwether | Taz Plat'num House | 1:49    |  |
| 6.             | "High Maintenance" | Harper Too Shaw Jonathan Smith                          | Lil Jon            | 0:49    |  |
| 7.             | "23"               |                                                         | Nyrell             | 2:45    |  |
| 8.             | "Respect"          | Harper Petit                                            | CashMoneyAP        | 2:44    |  |
| 9.             | "Too Many"         | Harper Borri Petit Ryan Gladieux                        | CashMoneyAP        | 3:58    |  |
| Duração total: | Duração total:     | Duração total:                                          | Duração total:     | 22:07   |  |

Notas
- "Icy Grl" contém samples de "My Neck, My Back (Lick It)", originalmente interpretada por Khia.
- "High Maintenance" contém samples de "Shake That Monkey", originalmente tocada por Too Short.

## Pessoal
Créditos adaptados do AllMusic.
- Saweetie – artista principal, vocais, compositora (todas as faixas)
- Gino the Ghost – compositor (faixas 1, 2, 3, 4, 9), vocais de fundo (faixa 1)
- David Khaffaf – compositor, produtor (faixa 2)
- Xavier Dotson – compositor, produtor (faixa 3)
- Alex Petit – compositor, produtor (faixas 4, 8, 9)
- Adam Small – compositor (faixa 4)
- Khia Chambers – compositora (faixa 5)
- Michael J. Williams – compositor, produtor (faixa 5)
- Edward Meriwether – compositor, produtor (faixa 5)
- Too Shaw – compositor (faixa 6)
- Jonathan Smith – compositor, produtor (faixa 6)
- Nyrell Slade – compositor; produtor (faixa 7)
- Jonathan Cuskey – gravação
- Ryan Gladieux – gravação, mixagem (faixa 9)
- Jean-Marie Horvat – gravação, mixagem
- Leon McQuay – mixagem
- Michelle Mancini – masterização

## Desempenho nas tabelas musicais
| País — Tabela musical (2018)                       | Melhor posição |
| -------------------------------------------------- | -------------- |
| Estados Unidos R&B/Hip-Hop Album Sales (Billboard) | 32             |

## Histórico de lançamento
| Região | Data                | Formato(s)                 | Versão | Gravadora(s)        | Ref.          |
| ------ | ------------------- | -------------------------- | ------ | ------------------- | ------------- |
| Várias | 16 de março de 2018 | Download digital streaming | EP     | Icy Artistry Warner | [ 11 ] [ 12 ] |